# Tritonia challengeriana
Tritonia challengeriana Bergh, 1884 è un mollusco nudibranchio della famiglia Tritoniidae.

## Distribuzione e habitat
Antartide, Penisola Antartica, Isole sub-antartiche di Georgia del Sud, Isole Shetland Meridionali, Isola Bouvet, Cile e Argentina del sud, da 1 a 480 metri di profondità.